# Green Templeton College
Das Green Templeton College ist ein konstituierendes College der University of Oxford in England. Es wurde am 1. Oktober 2008 gegründet und besteht aus den Mitgliedern des Green College und des Templeton College. Das College befindet sich am früheren Standort des Green College in North Oxford. In seiner Mitte befindet sich ein architektonisch einladendes und prächtiges Gebäude aus dem 18. Jahrhundert, das Radcliffe Observatory, welches nach dem Vorbild des antiken Turm der Winde in Athen gestaltet wurde.

## Galerie

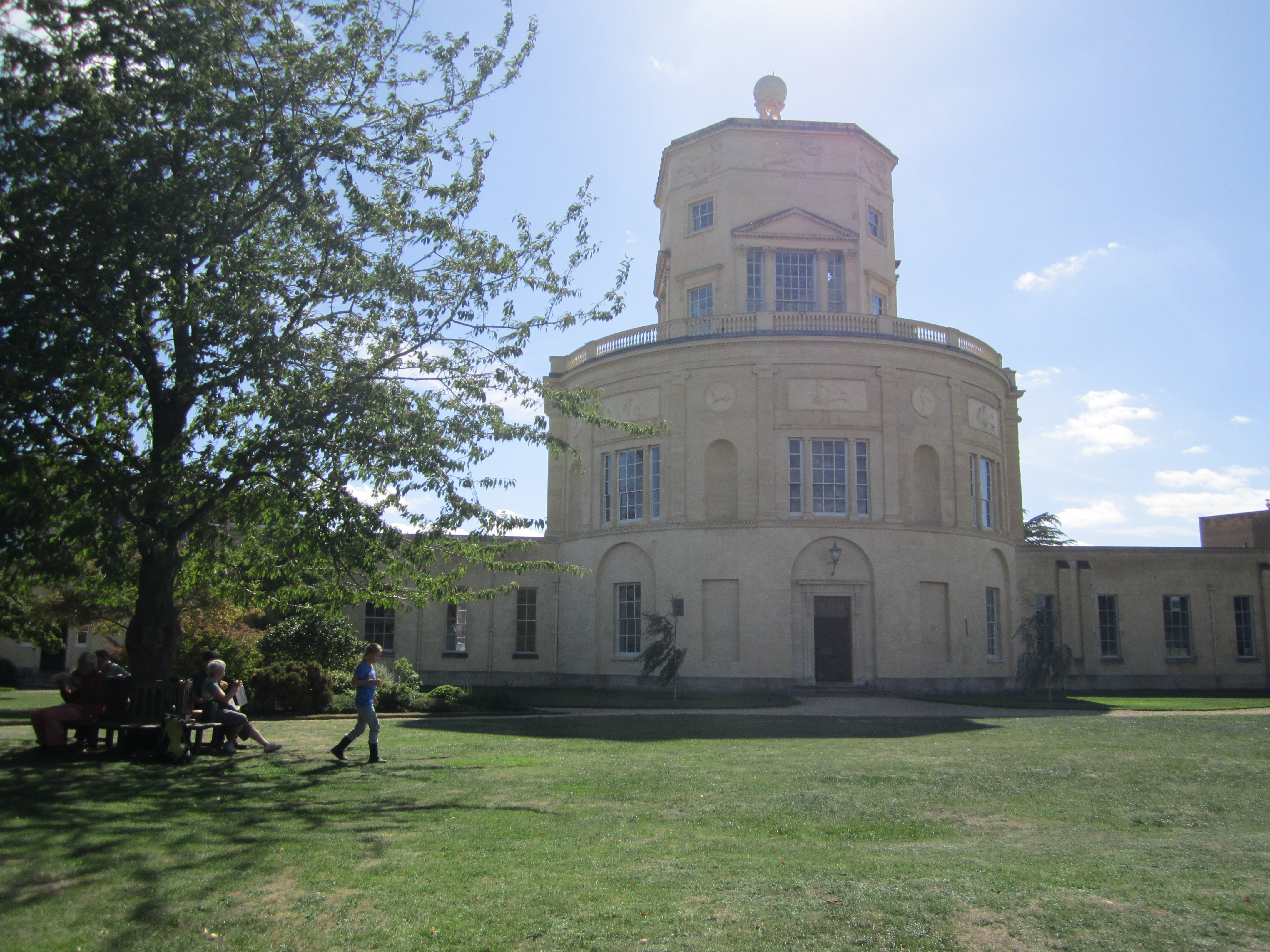
Nordseite der Radcliffe Observatory, Green Templeton College, Oxford.
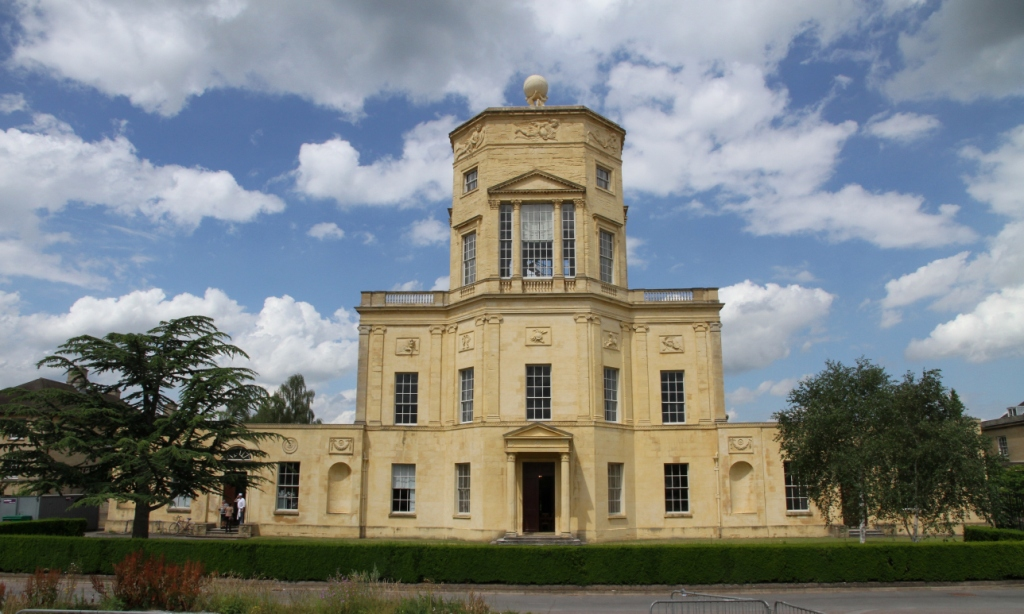
Südseite der Radcliffe Observatory, Green Templeton College, Oxford.
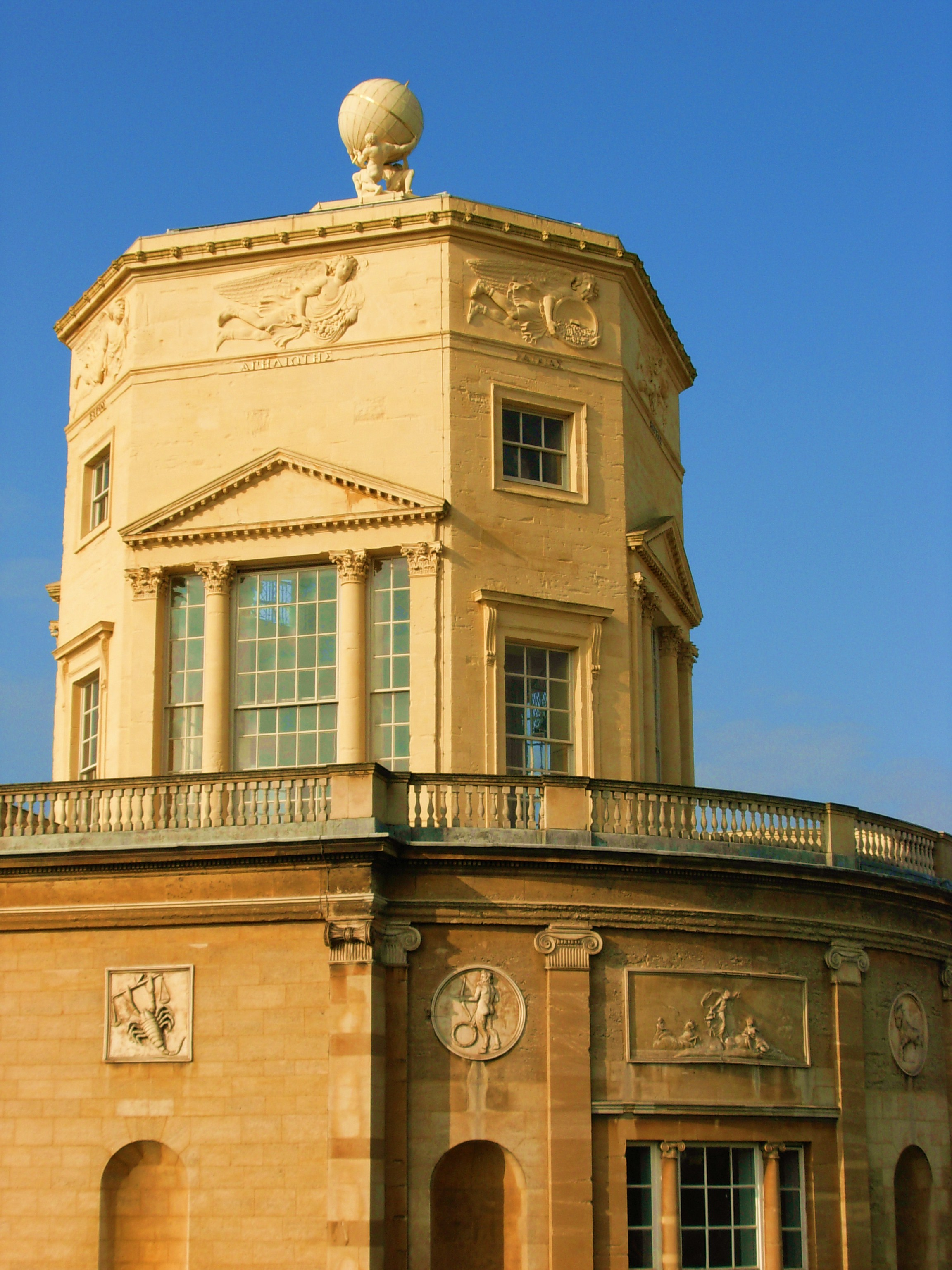
Ostseite der Radcliffe Observatory, Green Templeton College, Oxford.
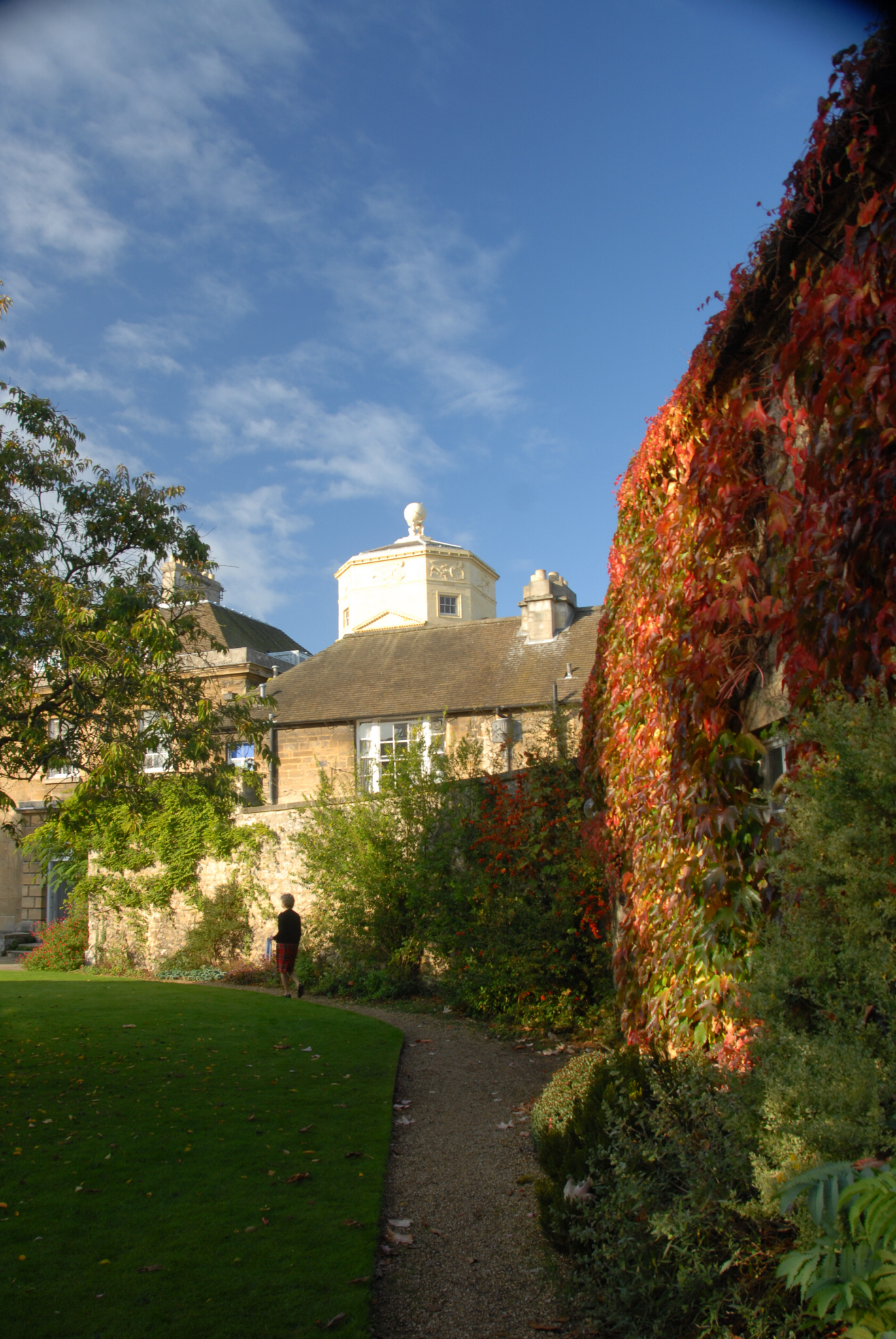
Observers House, Green Templeton College, Oxford.
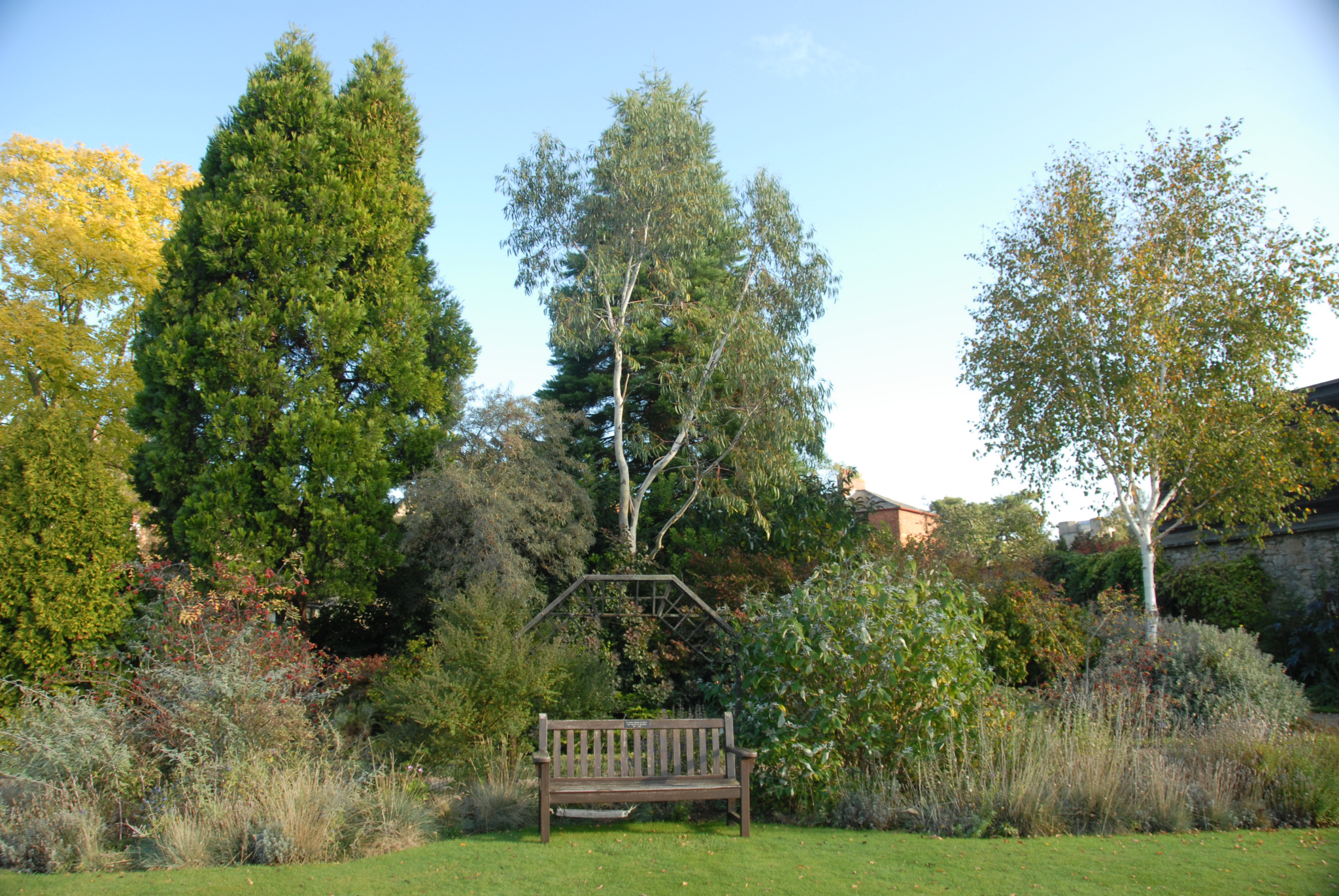
Eine Aufnahme der Gärten, Green Templeton College, Oxford.
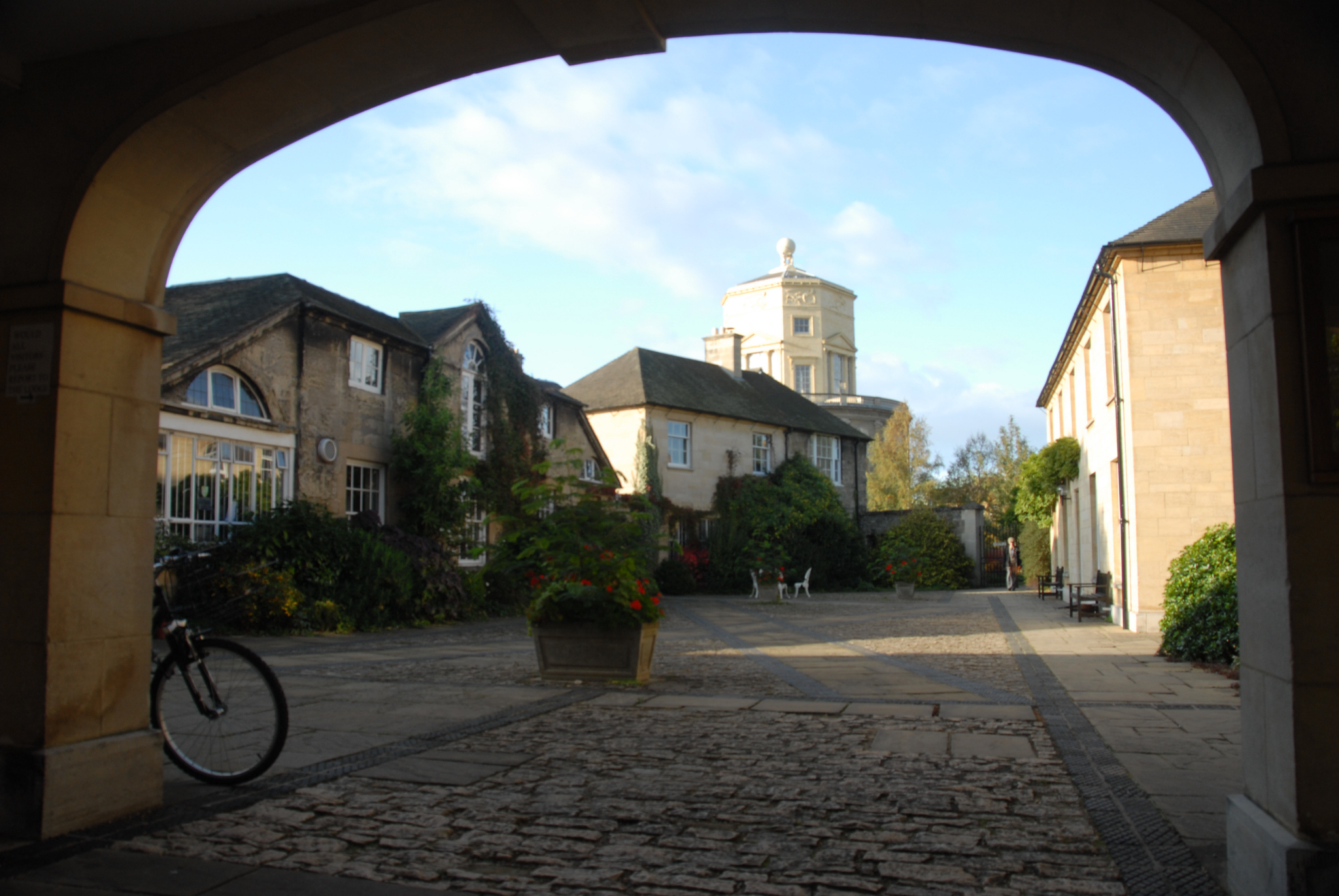
Lankester Quad, Green Templeton College, Oxford.